# 华揽洪
华揽洪（Leon HOA，1912年9月16日—2012年12月12日）生于北京，中华人民共和国及法国建筑师。

## 生平
华揽洪生于北京。父亲是中国建筑师华南圭，母亲是以法文写作的波兰裔作家罗琛，两人是在巴黎认识。华揽洪先有的是法语名字Leon，随后音译为中文名字“揽洪”。Leon是华南圭的母校巴黎公共工程学院（École Spéciale des Travaux Publics du Bâtiment et del'Industrie，旧译巴黎公益工程大学，今译巴黎市政工程建筑工业专科学校）院长Leon Eyrolles的名字。1928年，华揽洪到法国巴黎生活，在巴黎读中学和大学。大学在巴黎土木工程学院、法国国立美术学院学习。在巴黎土木工程学院获国家建筑师、土木工程师双重文凭。在法国国立美术学院获建筑师文凭。
1937年至1951年，华揽洪在法国从事设计工作，设计了50余个建筑和规划作品。第一个作品是学生时代的1937年设计的巴黎郊区一家宠物医院，这是现代主义建筑风格的作品。在设计宠物医院时，华揽洪已结婚了，妻子是他在夏令营结识的巴黎姑娘伊兰。1939年，长子克劳德出生。
不久，随着第二次世界大战的发展，华揽洪全家被迫离开巴黎，来到非敌占区的马赛。华揽洪在马赛开始正式执业，先是在他法国国立美术学院老师欧仁·博端（Eugène Beaudouin，1898年—1983年）的工作室里参与建筑设计和规划项目，随后又独立设计。华揽洪还是拥有中国国籍的法国共产党党员。在第二次世界大战中参加了游击队，同时也加入了法国共产党。
第二次世界大战结束后，华揽洪在马赛家中开办了建筑师事务所，主要承揽战后重建工程。同时他常和朋友参加设计比赛，这些朋友和他同持现代主义建筑理念。在这些朋友中有后来创办国际建筑师协会并长期任秘书长的皮埃尔·瓦戈（Pierre Vago，1910年—2002年）。在该时期，华揽洪还做了一些教育和医学领域的建筑设计，其中包括在马赛南郊依山而建的Marseilleveyre中学。
1949年中华人民共和国成立后，华揽洪给已出任北京都市计划委员会总工程师的父亲华南圭写信，提出想回中国工作。华南圭回信说华揽洪太过理想主义，不可能适应中国艰苦的物质生活，劝华揽洪不要回中国。华揽洪乃通过在法国生活的中国生物学家孟雨（中国共产党党员），向中国政府转达了华揽洪想回国工作的愿望。不久，北京市人民政府向华揽洪发出邀请，并寄来旅费。
1951年夏末，华揽洪抛弃了在法国的事业，携妻子、长子、长女从马赛启程回中国，9月底到达北京，回到了他16岁时离开的无量大人胡同的老宅（这是华南圭1913年为家人设计的中西合璧的花园式住宅）。1951年至1954年，任北京都市计划委员会第二总建筑师（梁思成任第一总建筑师）。同时又任中央人民政府贸易部及中央人民政府水利部工程处的建筑设计顾问。自1952年起，华揽洪设计的实验性建筑作品在北京右安门、西直门、月坛南街（也称社会路）等地先后竣工。
1952年，应北京市人民政府邀请，华揽洪主持设计了北京儿童医院（位于今南礼士路）。华揽洪在设计中与预定的北京儿童医院院长诸福棠及医护人员、工作人员保持良好沟通。做初步方案时，政府又派来多位帮手，其中建筑师傅义通和一位儿科医生很得力。两年后，北京儿童医院建成。建筑使用了与北京古城相呼应的青砖墙，传统格饰栏板，山墙错落开窗，檐角稍翘以产生中国传统建筑飞檐的韵味。烟囱包在水塔内，使用上两功能并存。病房全部朝南，每个病房都设游戏室，儿童病房天花板和墙壁为黄色，婴儿病房为绿色。多年后，北京儿童医院被英国的《弗莱彻建筑史》第19版收录，作为中国的现代主义建筑经典作品。但在2000年代该医院大部分建筑（包括极富特色的水塔烟囱）被拆除。2007年，北京市政府公布北京儿童医院为《北京优秀近现代建筑保护名录》项目。
1955年，华揽洪调到北京市建筑设计研究院任总建筑师。1955年至1957年间，华揽洪设计了许多作品，其中包括位于北京龙潭湖附近幸福大街一带的“幸福村街坊”（现已成为幸福南里和幸福北里的一部分），这是与苏联式小区完全不同的住宅小区，也是北京市首个各项设施全面配套的小区。
1957年，华揽洪因提出建设性意见而在反右运动中被打成“右派”，遭到中国建筑界批判。《建筑学报》和《人民日报》等报刊发表了许多批判华揽洪的文章。1957年，华揽洪的长女作为演员参加了中法合拍的儿童故事片《风筝》的拍摄，在北海公园里钓鱼。而与此同时，在华南圭当年参与设计的北京中山公园里，华揽洪正在批判会上遭到批斗。
1960年，华揽洪被摘去“右派”帽子后，重新开始在北京市建筑设计研究院参加设计和规划工作。他曾参加朝阳区水碓子小区的设计；曾设计三里屯电车公司工人宿舍并指导电车公司工人自己动手兴建；设计了世界上第一个汽车和自行车分道行驶的立交桥方案（先用在建国门立交桥，后在中华人民共和国全国推广）。同时，华揽洪还研究了可耕地的占用问题，文革期间写了《在山坡及山根荒地设置工业和市镇》（手稿未出版），1983年在《建筑学报》发表《开发荒地，建设新城镇解决农业用地和建设用地矛盾的途径》。
文革期间，华揽洪没有受到冲击，但华揽洪的妻子和长女都遭受了许多冤屈。1976年4月，文革结束前夕，华揽洪全家（华揽洪的长女已先行去法国）乘火车回到法国。建筑界的老同学们为华揽洪组织了盛大的欢迎鸡尾酒会。此后华揽洪夫妇短暂回北京，1977年华揽洪从北京市建筑设计研究院退休，华揽洪的妻子从外文出版社退休（之前她长期在中国国际广播电台工作），同回法国定居。两年后，北京市政府为华揽洪正式做出“错划右派”的改正意见，为他恢复名誉及总工程师职务。
后来，华揽洪曾在法国的大学任教三年，同时还为巴黎的中国驻法国大使馆文化处、中国驻联合国代表处及中国留学生宿舍做过设计和改造工程。1981年，华揽洪在法国出版了著作《重建中国城市规划三十年》。2002年，华揽洪获法国文化部部长授予艺术与文学荣誉勋位最高级勋章（Commandeur dans l'ordre des arts et lettres）。2006年，华揽洪的妻子华伊兰逝世。2010年，98岁的华揽洪曾到马赛及其周边的阿尔勒等地，看了自己以前的建筑作品。
2012年12月12日，华揽洪在法国巴黎病逝，享年100岁。

## 作品
华揽洪的主要作品有：
- 1937年—1938年，宠物医院（clinique vétérinaire de Bièvres, Seine-et-Oise），法国巴黎，与建筑师Utudjian合作。
- 1943年，马赛市与蒙彼利埃的扩展规划方案（Plans d’aménagement de Marseille et de Montpellier），法国马赛、蒙彼利埃，在欧仁·博端工作室参与
- 1944年，Michelet公园设计方案，在欧仁·博端工作室参与
- 1944年，土伦市两座体育馆设计方案，法国土伦，在欧仁·博端工作室参与
- 1945年，马赛市Massilia港口的初步设计方案、马赛老港部分区域的战后重建方案，法国马赛，与其他青年建筑师团队协作
- 1947年，马赛—Malpassé建筑见习中心（Centre d’apprentissage du Bâtiment de Marseille-Malpassé），法国马赛，合作
- 1947年，阿尔勒医院（l’hôpital d’Arles），法国阿尔勒，合作
- 1949年，Le Vamping半露天舞厅，西班牙加泰罗尼亚，合作
- 1950年，阿尔勒市Trinquetaille区战后重建方案，法国阿尔勒，与其他青年建筑师团队协作
- 1950年，卡萨布兰卡会展大厅（la foire de Casablanca），摩洛哥卡萨布兰卡，合作
- 1951年—1953年，圣多明我修道院的一座小教堂（la chapelle du couvent des Dominicaines de Monteils），法国阿韦龙省蒙泰尔，合作
- 1952年，北京儿童医院，中国北京
- 1956年，幸福村街坊，中国北京
- 1963年，水碓子小区，中国北京
- 1963年，广安门中医院专家高级住宅楼，中国北京
- 1964年，花园村华侨公寓，中国北京
- 1970年，三里屯电车公司职工宿舍楼，中国北京

著作有：
- 《法汉建筑专业词汇》（1966年，内部发行）
- Reconstruire la Chine : trente ans d’urbanisme (1949-1979)（1981年，法国出版）
  - 重建中国——城市规划三十年(1949-1979)，生活·读书·新知三联书店，2006年

## 家庭
- 父：华南圭（1876年—1961年）
- 母：华罗琛（Stephaine Horose，1883年—1970年），波兰人
- 妹：华西蒙，后移民比利时，成为建筑师。
- 妻：华伊兰，法国人
- 子：克劳德（Claude Hoa）
- 长女：华为民
- 次女：华新民，作家，致力于北京古城保护和中法文化交流。[3][4][5][6][7][8]